# 沃羅尼夫卡 (沃茲涅先斯克區)
47°40′6″N 31°25′24″E / 47.66833°N 31.42333°E
沃羅尼夫卡（烏克蘭語：Воронівка）是位於烏克蘭南部尼古拉耶夫州裏沃茲涅先斯克區的村莊，始建於1850年，面積3.43平方公里，海拔高度38米，2001年人口1,394，人口密度每平方公里406.4人。